# Maxates trychera
Maxates trychera är en fjärilsart som beskrevs av Louis Beethoven Prout 1933. Maxates trychera ingår i släktet Maxates och familjen mätare. Inga underarter finns listade i Catalogue of Life.